# 1977 în artă
← 1974 în artă —1975 în artă — 1976 în artă ——  1977 în artă  —— 1978 în artă — 1979 în artă – 1980 în artă →
1977 în artă implică o serie de evenimente:

## Evenimente

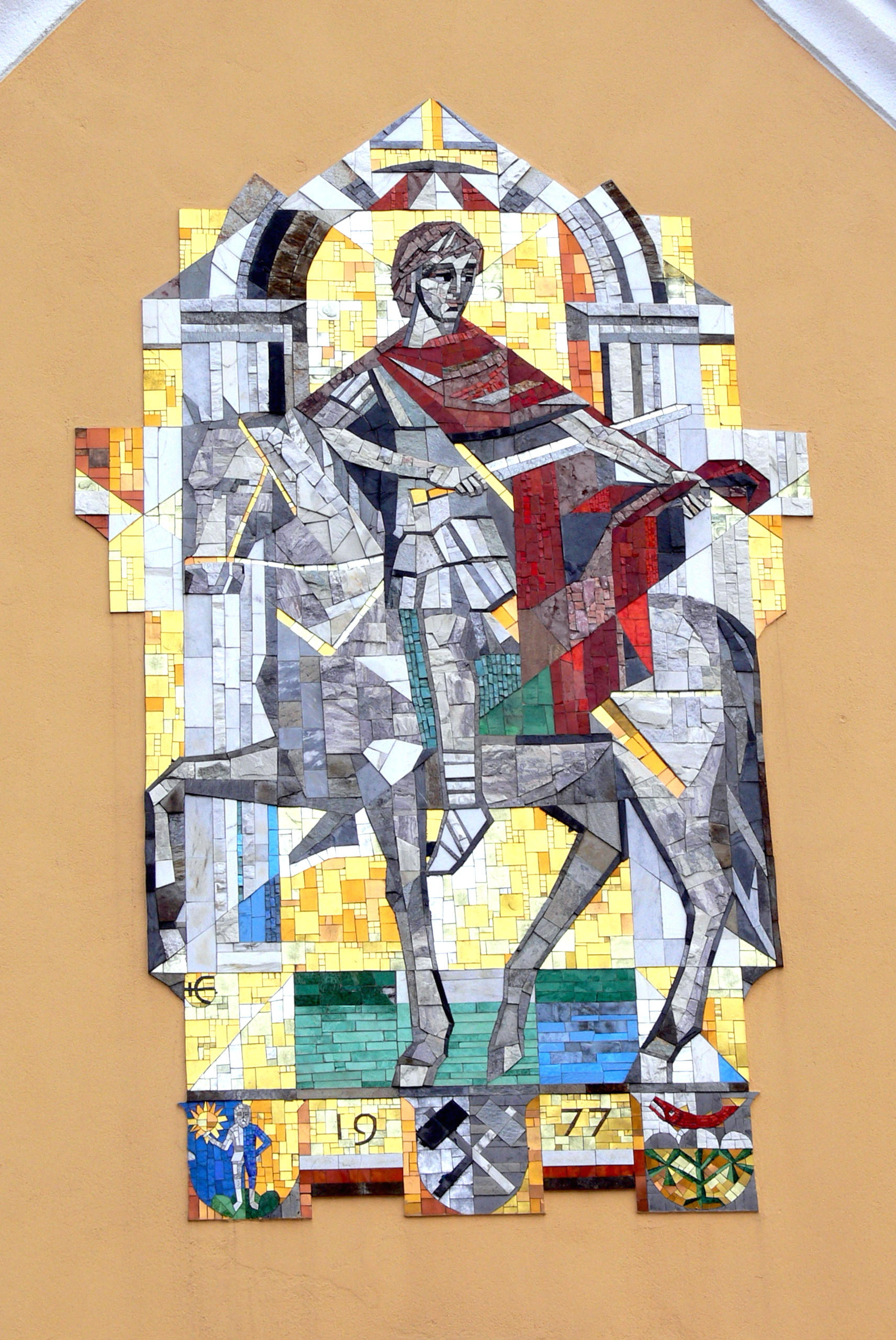
1977 — Aigen Saint Martin - Außen 3 Mosaik

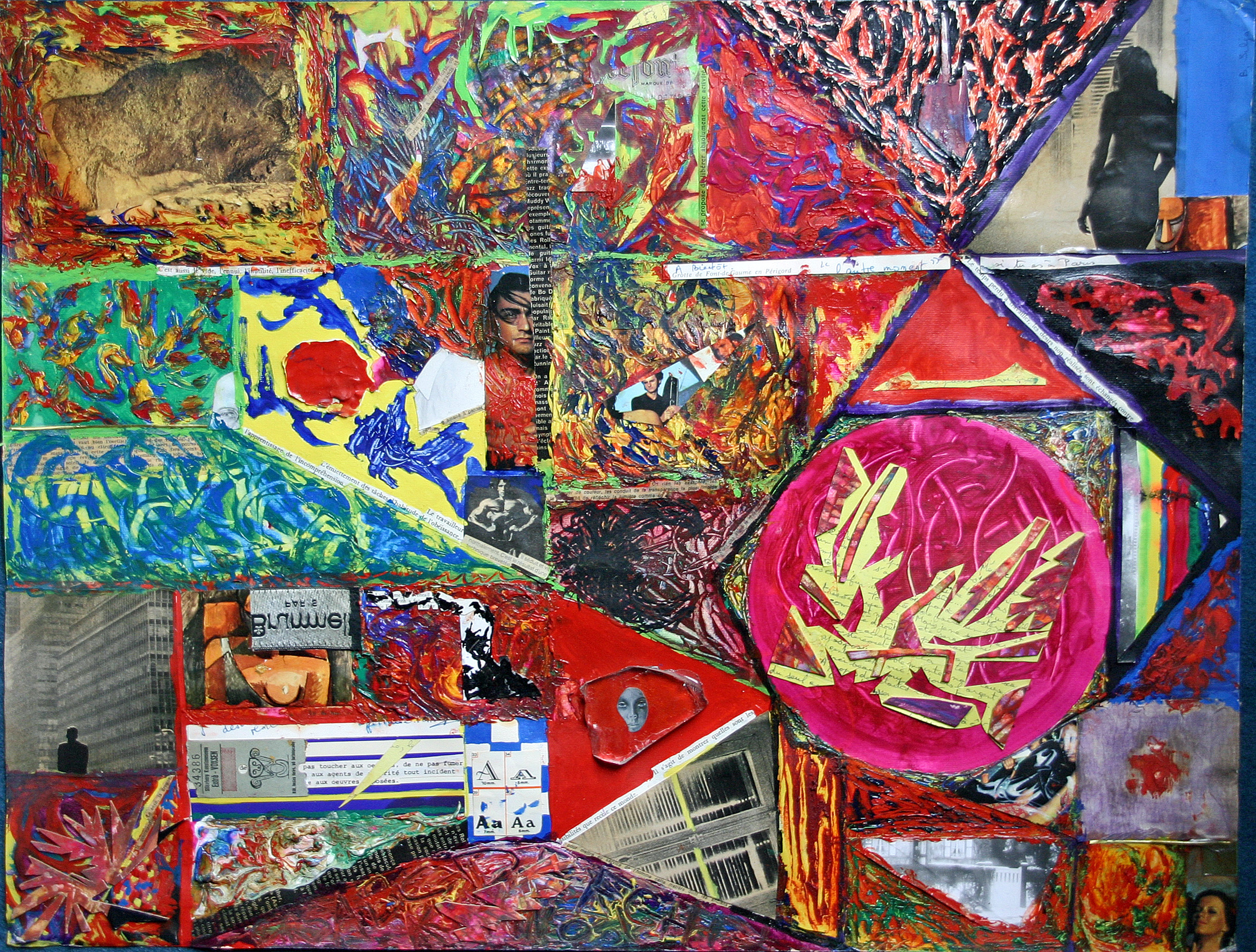
1977 — Bruno Montpied, Fără titlu (în, 1977

## Premii
- Archibald Prize —
- Hugo Boss Prize —

## Galerie (lucrări din 1977)
- Lucrări reprezentative